# Daemonorops lamprolepis
Daemonorops lamprolepis är en enhjärtbladig växtart som beskrevs av Odoardo Beccari. Daemonorops lamprolepis ingår i släktet Daemonorops och familjen Arecaceae.
Artens utbredningsområde är Sulawesi. Inga underarter finns listade i Catalogue of Life.